# Mandat parlamentarny
Mandat parlamentarny – obowiązujące przepisy używają tego terminu w wymienionych poniżej znaczeniach, nie różnicując przy tym w istotniejszy sposób statusu prawnego posła i senatora.

## Informacje ogólne
Mandat parlamentarny jest pojęciem wieloznacznym i rozpatrywać je należy w co najmniej 3 znaczeniach:
1. jako wynikające z wyborów pełnomocnictwo udzielone członkowi parlamentu przez wyborców,
2. jako całokształt praw i obowiązków parlamentarzysty
3. jako określenie funkcji członka parlamentu.

### Uzyskanie mandatu
Punktem wyjścia do uzyskania mandatu parlamentarnego są wybory.

### Obowiązywanie mandatu
Pierwsze uprawnienia wynikające z mandatu poseł lub senator uzyskuje w dniu ogłoszenia wyników wyborów (art. 105 ust. 2 Konstytucji). Pełnia praw i obowiązków pojawia się dopiero po przystąpieniu do wykonywania mandatu, a to następuje po złożeniu ślubowania, a więc z reguły – na pierwszym posiedzeniu izby (art. 2 uwm).

### Czas obowiązywania mandatu i jego wygaśnięcie lub pozbawienie
Mandat trwa przez całą kadencję i wygasa wraz z jej zakończeniem.
Wyjątkowo może wygasnąć w trakcie kadencji w wypadku gdy:
1. poseł odmówił złożenia ślubowania,
2. poseł utracił prawo wybieralności,
3. poseł zrzekł się mandatu,
4. poseł zmarł,
5. poseł objął jedno ze stanowisk wymienionych w art. 103 Konstytucji (m.in. Prezes NBP, Prezes NIK, RPO, Rzecznik Praw Dziecka, członek KRRiT),
6. poseł został uznany za winnego złożenia fałszywego oświadczenia w postępowaniu lustracyjnym.

Pozbawienie mandatu orzekane przez Trybunał Stanu, może nastąpić tylko w sytuacji, gdy poseł naruszył zakaz prowadzenia działalności gospodarczej z osiąganiem korzyści z majątku Skarbu Państwa lub samorządu terytorialnego lub zakaz nabywania takiego majątku (art. 107 Konstytucji).

## Podział mandatów ze względu na określenie stosunku przedstawiciela do swoich wyborców
1. Mandat wolny – ukształtował się jako pochodna koncepcji zwierzchnictwa narodu. Opiera się na założeniu, że poseł reprezentuje cały zbiorowy podmiot suwerenności (korpus wyborczy, naród), nie jest natomiast przedstawicielem tylko tych, którzy go wybrali. Nie istnieje tym samym prawna zależność posła od swoich wyborców, niedopuszczalne są nakazy czy instrukcje wyborców, nie ma też możliwości odwołania posła przez wyborców. Przeciwnie, status posła jest uformowany w sposób zapewniający mu maksymalną niezależność i swobodę działania; od deputowanego oczekuje się reprezentowania dobra powszechnego czy woli Narodu – suwerena nierzadko odległych od aktualnych życzeń wyborców. Taką koncepcję mandatu przyjmuje się dzisiaj we wszystkich właściwie państwach demokratycznych, jak i w nowych państwach postkomunistycznych (daje jej wyraz art. 104 Konstytucji: Posłowie są przedstawicielami Narodu. Nie wiążą ich instrukcje wyborców). Z tej formuły można wydobyć trzy najbardziej szczegółowe cechy mandatu:
  1. Uniwersalność – poseł reprezentuje cały Naród (zbiorowy podmiot suwerenności, a nie poszczególne grupy wyborców bądź ich organizacje), co wyraźnie formułuje również art. 1 uwm: Posłowie i senatorowie wykonują swój mandat kierując się dobrem Narodu,
  2. Niezależność – ani wyborcy, ani ich organizacje nie mają prawnej możliwości narzucenia posłowi sposobu działania, zwłaszcza głosowania w izbie,
  3. Nieodwołalność – ani wyborcy, ani ich organizacje nie mogą doprowadzić do przedterminowego wygaśnięcia mandatu posła; zasada ta nie jest wprawdzie expressis verbis sformułowana w art. 104, ale można ją uważać za oczywistą konsekwencję treści w tym artykule zapisanych.
2. Mandat imperatywny – zwany też mandatem związanym; sytuuje posła w pozycji reprezentanta (przedstawiciela) tych (i tylko tych), którzy go wybrali, a więc swojego okręgu wyborczego. Tym samym pojawia się węzeł prawnej zależności między posłem a jego wyborcami: poseł jest prawnie związany wolą swoich wyborców (co może znajdować wyraz w instytucji tzw. instrukcji i nakazów) oraz ponosi przed nimi odpowiedzialność za swe działania (co może przybierać postać odwołania posła przez wyborców). Jest to koncepcja mandatu historycznie wcześniejsza, nawiązująca do cywilistycznej koncepcji przedstawiciela i typowa już dla parlamentaryzmu średniowiecznego, także w Polsce. Została ona zdecydowanie zanegowana wraz z ukształtowaniem się nowożytnych systemów politycznych. Na przełomie XVIII i XIX w. pojawiła się koncepcja mandatu wolnego. Do idei mandatu imperatywnego nawiązywała natomiast doktryna ustrojowa tzw. konstytucjonalizmu socjalistycznego; w praktyce miało to jednak pozorny charakter.

## Współczesne pojęcie mandatu parlamentarnego
Dla współczesnej charakterystyki mandatu parlamentarnego coraz bardziej typowe staje się też określenie go jako mandatu zawodowego. Oznacza to, że działalność parlamentarna staje się głównym źródłem utrzymania dla większości zasiadających w nim posłów i senatorów, a w przeszłość odchodzi tradycyjny obraz notabla, który zasiada w parlamencie z racji swej pozycji i majątku. W wyniku tego powstaje klasa zawodowych polityków, którzy traktują to zajęcie w perspektywie całej swojej aktywności życiowej.